# 严宣申
严宣申（1932年—），男，江苏海门人，中国无机化学教育家，曾任北京大学化学系教授。与王长富合编《普通无机化学》获国家教委第二届优秀教材一等奖。